# Готшалль, Рудольф фон
Рудольф фон Готшалль (нем. Rudolf von Gottschall; 1823—1909) — немецкий поэт, писатель, литературный критик и историк литературы. Редактор литературного журнала «Unsere Zeit» («Наше время»). Отец известного шахматиста Г. Готтшаля.

## Биография
Рудольф Готшалль родился 30 сентября 1823 года в городе Бреслау в семье прусского офицера-артиллериста. Он получил образование в гимназиях в Майнце и Кобурге, затем учился в Растенбурге в Восточной Пруссии. В 1841 году он поступил на юридический факультет в Университет Кёнигсберга, но был исключен за свои политические взгляды; окончить обучение он смог только в Берлине. Ещё будучи студентом, принял живое участие в либеральном движении того времени и издал анонимно «Lieder der Gegenwart» (2 изд., 1842) и «Zensurflüchtlinge» (2 изд., 1843). Проникнутые юношеским одушевлением, они сразу принесли молодому поэту большую популярность.
Его политические взгляды продолжали стоять на пути его юридической карьеры, и он решил целиком посвятить себя литературе. Взяв на себя заведование драматической частью кенигсбергского театра, Готшалль написал для него драмы «Der Blinde von Alcala» и «Lord Byron», имевшие большой успех. Переселившись в 1848 году в город Гамбург, Готшалль написал трагедию «Hieronymus Snittger» и скоро затем «Ulrich von Hutten» и «Maximilian Robespierre». Они открывают собой целый ряд бурно-революционных драматических и лирических произведений, написанных Готшаллем в течение 1848—1850 года: драма «Die Marseillaise», трагедии «Lambertine von Méricourt» и «Ferdinand von Schill», «Wiener Immortellen» и «Gedichte». Этот период «бури и натиска» закончился художественным лирико-эпическим стихотворением «Die Göttin, ein hohes Lied vom Weibe» (1853), сюжетом которому послужил эпизод из Великой французской революции.

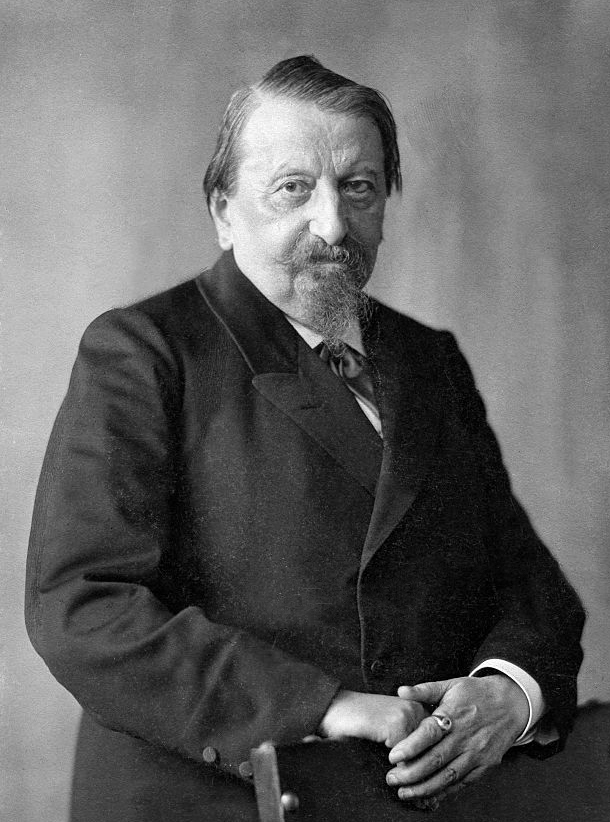
Рудольф Готшалль
(Фото Никола Першайд, 1905 год)

В «Carlo Zeno» (1854) Готшалль переходит к спокойному эпосу. Тогда же появилась лучшая его комедия «Pitt und Fox», имевшая громадный успех на всех германских сценах. В то же время Готшалль напечатал ряд историко-литературных критических работ, из которых особенно выдаются «Die deutsche Nationallitteratur der ersten Hälfte des XIX Jahrhunderts» (1855 и позднее) и «Poetik; die Dichtkunst und ihre Formen» (1858 и позднее).
Рудольф Готшалль, придававший «современности» (Modernität) темы бо́льшее значение, чем поэтическим достоинствам, иногда возвращался к тенденциозным поэмам; так, Крымская война вдохновила его поэму «Sebastopol» (1856), вступление на престол Наполеона — исторический этюд «Kaiser Napoleon III». Более объективны его «Neue Gedichte» (1858).
Большой успех имела трагедия «Mazeppa» (1859), меньший — комедии «Die Diplomaten» и «Die Welt des Schwindels». Из дальнейших произведений Готшалля следует отметить: «Reisebilder aus Italien» (1864); «Maja» (1864), на сюжет из последнего индийского восстания; поэма «König Pharao» (1872); трагедии «Der Nabob», «Karl XII», «Katharina Howard»; драмы: «Die Rose vom Kaukasus», «Bernhard von Weimar», «Amy Robsart», «Arabella Stuart»; комедия: «Ein Vater auf Kündigung». Все его «Dramatische Werke» вошли в 12 томов (2 изд., 1888); часть его критических этюдов издана под заглавием: «Porträts und Studien» (т. I и II: «Litterarische Charakterköpfe», 1870; т. III и IV: «Paris unter dem zweiten Kaiserreich», 1871) и «Litterarische Totenklänge und Lebensfragen» (1885; этюд о Байроне переведен в «Русской мысли», 1888, № 11).
Кроме того, Р. Готшалль издал сборник своих последних стихотворений «Janus» (1873 год) и «Erzählende Geschichten» (1876). Затем он обратился к романам: «Im Banne des schwarzen Adlers» (4 изд., 1884); «Welke Blätter», «Das goldene Kalb», «Das Fräulein von St. Amaranthe», «Die Erbschaft des Bluts», «Die Papierprinzessin» (есть русский перевод), «Verschollene Grössen» и другим.
В 1877 году прусский король произвёл его в потомственные дворяне.
Рудольф фон Готшалль умер 21 марта 1909 года в городе Лейпциге.